# Ваза Тіти Вендії
Ваза Тити Вендії — це керамічний піфос (ємність для вина), який був виготовлений приблизно в 620—600 рр. до н. е., швидше за все, в Римі . Піфос існує лише у вигляді неповного набору уламків і містить один із двох найдавніших відомих написів латинською мовою (напис «Вендія») . Традиційно, але не одноголосно, ваза вважається найдавнішим екземпляром жіночого імені, що складається з двох частин — praenomen та gentilicum .

Уламки вази були знайдені Раньєро Менгареллі і зберігалися в колекції Національного музею етруського мистецтва . Точне місце знахідки невідоме, але воно, ймовірно, сталося в Черветері (стародавній Цере). Ваза належить до знайденого в Південній Етрурії типу. У своєму первісному вигляді, базуючись на знайдених уламках, вона, ймовірно, була приблизно 35 сантиметрів у висоту та 45 сантиметрів у ширину. Букви висотою від 15 до 25 міліметрів викарбувані знизу вази. Вони написані правою рукою ремісника, який використав перевернуту літеру S (Ƨ), і букви VH замість нормального F (vhecet замість Fecit, згідно Баккуумом це виключає Фаліскианське походження вази). На вазі написано: 
 ECOVRNATITAVENDIASMAMAR EDVHE 
 Проміжок між MAMAR і EDVHE становить близько десяти-дванадцяти букв в ширину. Перекладачі змогли відновити лише частину пропуску. Відсутня частина, швидше за все, містила ім'я одного з гончарів; Мамаркос або Мамарс — ім'я відомого гончаря, що створював цю вазу. З частково заповненим проміжком напис розширюється на: 
 ECO VRNA TITA VENDIAS MAMAR [COS M] ED VHE [CED] 
 Українське тлумачення цього тексту: 
 Я урна Тіти Вендії. Мамарс (або Мармаркос) мене зробив. 
 У цьому перекладі архаїчне есо вживається на місці, де зазвичай використовується слово ego, оскільки латинська мова у момент створення вази ще не виробила окремого символу для звуку [g]; особисте ім'я Vendias використовує архаїчний родовий відмінок, пропущений в імені Tita, швидше за все, через помилку на письмі. Існують також альтернативні тлумачення:
- що vrna з'єднується з tita як vrna tvta, тобто «ціла урна».[2]
- що tita повинна тлумачитися як прикметник, що означає «той, що процвітає».[1]
- що vrna tita — скарбничка.[9]
- що tita — це сосок, який годує вином Вендія.

- Baccum, GCLM (2009). Латинський діалект агерського фаліска: 150 років стипендії, том 1 [Архівовано 26 вересня 2020 у Wayback Machine.] . Amsterdam University Press. ISBN 90-5629-562-4 .
- Бальді, Філіп (2002). Основи латини . Вальтер де Гройтер. ISBN 3-11-017208-9 .
- Blanck, Horst (2008, італ.). Il libro nel mondo antico . Едіціоно Дедало. ISBN 88-220-5814-3 .
- Клаксон, Джеймс та Хоррокс, Джеффрі (2007). Історія латинської мови Блеквелла. Видавництво Блеквелл, Оксфорд. ISBN 1-4051-6209-0 .
- Фогт-Спіра, Грегор (1989, німецькою мовою). Studien zur vorliterarischen Periode im frühen Rom . Гюнтер Нарр Верлаг. ISBN 3-87808-340-8 .
- Уоткінс, Калверт (1995). Як вбити дракона: аспекти індоєвропейської поетики . Oxford University Press США. ISBN 0-19-508595-7 .